# 성 가시미로
가시미로 야기에우워(카시미로, 카지미에시; 라틴어: Casimirus; 리투아니아어: Kazimieras; 폴란드어: Kazimierz; 1458년 10월 3일 ~ 1484년 3월 4일)는 폴란드 왕국과 리투아니아 대공국의 왕자였다. 카지미에시 4세의 둘째 아들인 그는 폴란드의 연대기 작가이자 외교관인 Johannes Dlugosz의 지도를 받았다. 1471년 그의 형 울라슬로 2세가 보헤미아의 왕으로 선출된 후 그는 왕위 계승자가 되었다. 13세의 나이에 가시미로는 그를 헝가리의 왕으로 세우기 위한 군사 원정에 참여했는데 이는 실패로 돌아갔다. 경건함, 하느님에 대한 헌신, 병자와 가난한 사람들에 대한 후대함으로 널리 알려졌던 가시미로는 병에 걸려 (결핵으로 추정됨) 25세에 선종했고, 빌뉴스 주교좌성당에 묻혔다. 1514년 그의 형제인 지그문트 1세가 시성을 추진하기 시작했고, 전승에 따르면 이 절차는 1521년에 완료되었다.
가시미로 공경은 17세기에 교황이 그의 축일을 승인하고(1602년) 성 가시미로의 전용 예배당이 완공되면서(1636년) 다시 활성화되었다. 가시미로는 리투아니아와 리투아니아 청소년의 수호 성인이 되었다. 빌뉴스에서 성인의 축제는 매년 그의 기일인 3월 4일에 가장 가까운 일요일에 Kaziuko mugė(무역 박람회)와 함께 기념된다. 리투아니아와 폴란드에는 빌뉴스의 성 가시미로 성당, 바르샤바의 성 가시미로 성당을 포함하여 가시미로의 이름을 딴 교회가 50개 이상 있으며, 미국의 리투아니아와 폴란드 디아스포라 공동체에도 50개 이상의 교회가 있다. 미국에는 1908년에 성 가시미로 수녀회가 설립되어 활동하고 있다.

## 전기

### 어린 시절과 교육
가시미로는 크라쿠프의 바벨성에서 야기에우워 왕조의 일원으로 태어났다. 그는 폴란드 왕이자 리투아니아 대공인 카지미에시 4세와 오스트리아의 엘리자베스 왕비의 셋째이자 차남이었다. 엘리자베스는 자애로운 어머니였으며 자녀 양육에 적극적인 관심을 보였다. 왕비와 아이들은 종종 리투아니아 대공국으로의 연례 여행에 왕과 동행했다.
가시미로는 리투아니아어, 폴란드어, 독일어 및 라틴어를 구사했다. 아홉 살 때부터 가시미로와 그의 형제 울라슬로 2세는 폴란드 신부 Jan Długosz로부터 수학하며 라틴어와 독일어, 법학, 역사, 수사학, 고전 문학을 배웠다. Dlugosz 신부는 윤리, 도덕 및 종교적 헌신을 강조하는 엄격하고 보수적인 교사였다. Stanisław Orzechowski(1513–1566)에 따르면 왕자들은 아버지의 승인 하에 체벌을 받기도 했다. 가시미로는 1469년 부왕이 폴란드로 돌아왔을 때, 1470년 Kujawy의 주교 Jakub Sienienski가 방문했을 때 환영사를 맡았는데, 이 때 Dlugosz는 그의 웅변술에 관해 기록해 두었다.

### 헝가리 원정

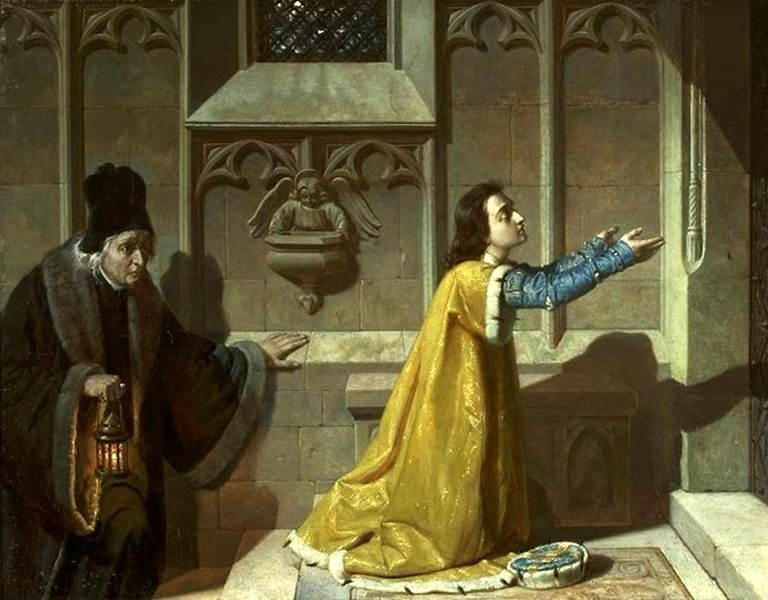
Florian Cynk의 Długosz와 성 가시미로 (1869년경)

가시미로의 삼촌인 헝가리와 보헤미아의 왕 라디슬라우스 포스투무스는 후계자를 남기지 않고 1457년 17세의 나이로 사망했다. 가시미로의 아버지 카지미에시 4세는 이후 헝가리와 보헤미아에 대한 권리를 주장했지만 13년 전쟁(1454–66)으로 인해 이를 시행할 수 없었다. 대신 헝가리 귀족들은 마차시 1세를 선출했고 보헤미안 귀족들은 이르지 스 포데브라트를 왕으로 선출했다. 이르지 스 포데브라트가 1471년 3월에 사망하자, 동년 5월 카지미에시 4세의 장남인 울라슬로 2세가 보헤미아의 왕위에 선출되었다. 그러나 일단의 가톨릭 보헤미안 귀족들은 울라스로 2세 대신 대신 마차시 1세를 지원했다. 이에 대응해 헝가리 귀족 그룹은 마차시 1세에 대해 반란을 꾸미고 그를 전복시키기 위해 폴란드 왕을 초대했다. 카지미에시 4세는 그의 아들 가시미로를 헝가리의 왕좌에 앉히기로 결정했다.
폴란드는 Rytwiany의 Dzierslaw와 Piotr Dunin의 지휘 하에 12,000명의 군사를 소집했다. 카지미에시 왕과 가시미로 왕자 모두 원정에 참여했다. 1471년 10월, 폴란드군은 헝가리 국경을 넘어 천천히 부더를 향해 진군했다. 마차시 1세는 반란의 주모자 János Vitéz 대주교를 포함하여 대부분의 헝가리 귀족에게 승리했고, 폴란드 군대는 예정된 지원군의 도움을 받지 못했다. Deák, Perény 및 Rozgonyi 가문만이 군사를 파견했다. 16,000명으로 구성된 마차시 1세의 부대가 페슈트 외곽에 진을 치고 있다는 소식을 듣고 폴란드 군은 Hatvan에서 니트라로 후퇴하기로 결정했다. 그곳에서 군인들은 식량 부족, 전염병 확산, 다가오는 겨울과 싸워야 했다. 또한 폴란드 왕은 용병들에게 지불할 자금도 부족했다. 결과적으로 폴란드 군대는 약 1/3로 감소했다. 1471년 12월, 그의 안전에 대한 우려로 인해 가시미로 왕자는 폴란드 국경에 더 가까운 이흘라바로 보내졌는데, 이는 병사들의 사기를 더욱 떨어뜨리는 원인이 되었다. 마차시 1세는 니트라를 점령했고 1472년 3월 부더에서 1년 간의 휴전이 체결되었다. 왕자는 Długosz와의 학업을 재개하기 위해 크라쿠프로 돌아왔다.
Długosz는 가시미로 왕자가 헝가리에서의 실패에 대해 "큰 슬픔과 수치심"을 느꼈다고 기록했다. 그러나 폴란드는 그를 신을 믿지 않는 폭군(마차시 1세)과 약탈하는 이교도들(이슬람 오스만 투르크)로부터 백성을 지키기 위해 하느님의 섭리로 파견된 구원자로 선전했다. 가시미로 왕자는 또한 1444년 오스만과의 바르나 전투에서 사망한 그의 삼촌 브와디스와프 3세에 대한 공경에 영향을 받았다. 이에 따라 Jacob Caro를 포함한 일부 연구자들은 헝가리 원정이 가시미로 왕자가 신앙 생활에 매진하게 된 계기가 되었다고 본다. 

### 후기의 삶과 죽음

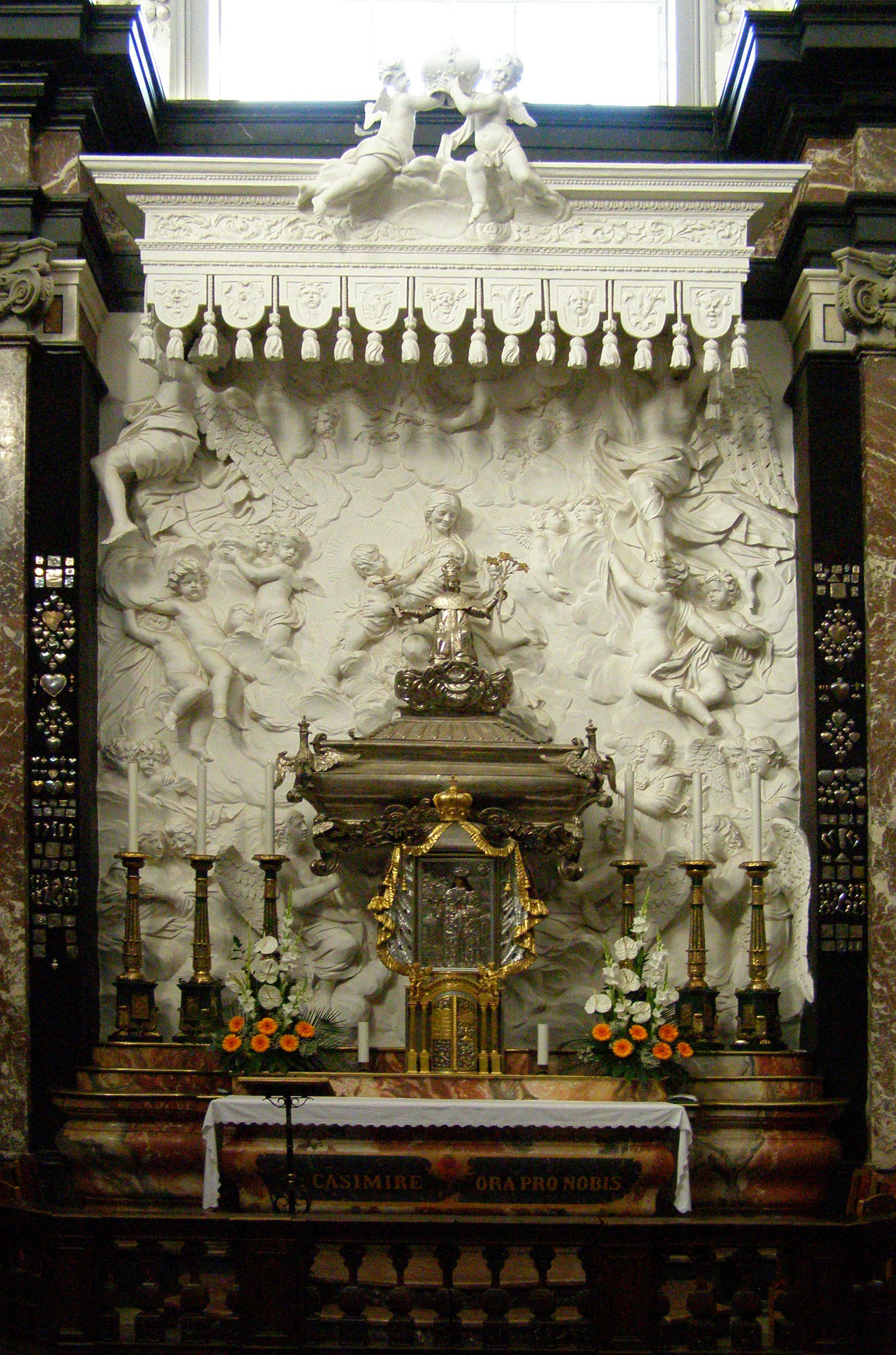
빌뉴스 주교좌성당의 성 가시미로 경당에 있는 은으로 된 성인의 관

그의 형인 울라슬로 2세가 보헤미아를 통치하면서 가시미로 왕자는 폴란드와 리투아니아의 왕위 계승자가 되었다. 이탈리아의 인본주의 작가 Filippo Buonaccorsi(Filip Callimachus)는 가시미로의 정치 교사로 고용되었지만 그가 지닌 르네상스적 견해는 Dlugosz에 비해 가시미로에게 영향을 미치지 못했다. 1474년 이탈리아의 상인이자 여행가인 Ambrogio Contarini는 가시미로 왕자를 만났고 그의 지혜에 깊은 인상을 받았다. 가시미로 왕자는 16세에 정규 교육을 마치고 대부분의 시간을 아버지와 함께 보냈다. 1476년 그는 아버지와 함께 왕령 프로이센으로 가서 바르미아 주교후국과의 갈등을 해결하고자 했다(사제 전쟁 참조). 1478년 리투아니아 대공국의 세이마스는 카지미에시 4세에게 가시미로 왕자나 얀 1세 올브라흐트 왕자를 리투아니아에 섭정으로 남겨둘 것을 요구했다. 카지미에시 4세는 분리주의 기조를 두려워하여 거절했지만, 프로이센에서의 분쟁이 해결된 후 빌뉴스로 이주했다.
1479년에서 1484년 사이에 그의 아버지는 대부분의 시간을 빌뉴스에서 리투아니아 문제에 집중했다. 1481년 Mikhailo Olelkovich와 그의 친척들은 Feodor Ivanovich Belsky의 결혼식에서 사냥을 하는 동안 왕과 가시미로 왕자를 살해할 계획을 세웠다. 계획은 발각되었고 아마도 그의 안전에 대한 우려로 인해 왕자는 폴란드에 부섭정으로 파견되었다. 같은 시기에 그의 아버지는 황제 프리드리히 3세의 딸인 오스트리아의 쿠니군데와의 결혼을 주선하려 했다. 이야기에 따르면 가시미로 왕자는 정결을 지키기 위해, 또한 다가오는 죽음을 감지하였기에 이 혼인을 거부했다고 한다. Maciej Miechowita는 가시미로 왕자가 결핵 증상을 보였다고 전한다. 1483년 5월 가시미로 왕자는 빌뉴스에서 아버지와 합류했다. 그곳에서 그는 주교이자 수상이었던 Andrzej Oporowski가 사망한 후 그의 임무 중 일부를 인수했다. 하지만 그의 경건함과 선행에 대한 소문이 널리는 가운데 그의 건강은 악화되어 갔다. 1484년 2월 카지미에시 4세가 아픈 아들과 함께 있기 위해 리투아니아로 급히 돌아가면서 루블린의 폴란드 국회가 중단되었다. 가시미로 왕자는 1484년 3월 4일 흐로드나에서 사망했다. 그의 유해는 빌뉴스 주교좌성당에 안장되었는데, 1636년에 이곳에 성 가시미로 경당이 봉헌되었다.

## 공경

### 경건한 삶과 기적

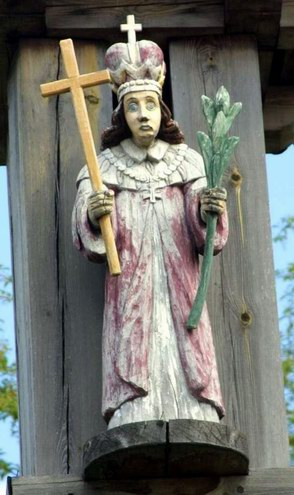
성 가시미로의 리투아니아 민속 조각상

현존하는 당대의 기록에 가시미로 왕자는 뛰어난 지성과 교육을 받고 겸손과 예의를 지닌 청년으로, 정의와 공정을 위해 헌신한 사람으로 묘사된다. 초기 자료들에는 그의 경건함이나 신앙에 대한 기록들이 나타나지 않지만, 신앙 생활에 대한 그의 선호는 그의 생애 말엽으로 갈수록 분명해졌다. 후대의 기록에는 가시미로의 신앙 생활에 대한 몇 가지 이야기들이 남아 있다. Marcin Kromer(1512–1589)는 가시미로가 자신의 질병을 치료하기 위해 여성과 성관계를 가지라는 의사의 조언을 거부했다는 일화를 전한다. 다른 기록들에서는 가시미로가 매우 엄격한 단식으로 인해 폐병에 걸렸다는 이야기, 동트기 전 성당 문 옆에 무릎을 꿇고 신부가 문 열기를 기다리고 있었다는 이야기를 찾을 수 있다. 자카리아스 페레리(Zacharias Ferreri, 1479–1524)는 가시미로가 그리스도의 강생에 대해 6보격(hexameter) 형식의 기도문을 작곡했다고 기록했지만 이 텍스트는 남아 있지 않다. 후일 가시미로의 관에서는 Omni die dic Mariae (하루도 빠짐없이 성모를 찬송하세)의 사본이 발견되었다. 이 노래는 성인과 밀접하게 연관되어 때때로 성 가시미로의 찬송가로 알려지게 되었으며 그의 작품으로 간주되었다. 다만 정교한 운율과 압운 형식(aa/b, cc/b)을 지닌 이 긴 찬송가는 클뤼니의 베르나르드의 작품일 가능성이 높다.
가시미로의 첫 번째 기적들 중 하나는 1518년 폴로츠크 공성전 때 리투아니아군 앞에 나타난 것이다. 성인은 리투아니아군이 다우가바강을 안전하게 건너 모스크바 대공국군에 포위된 도시를 구원할 수 있는 지점을 보여주었다. 1521년 페레리의 성인전은 가시미로의 많은 기적들이 알려져있다고 언급하지만 그 중 러시아에 대한 리투아니아의 승리 하나만을 기술하고 있다. 이 기록에는 날짜나 위치와 같은 세부 사항이 부족하지만 1519년 빌뉴스 주변을 습격한 러시아군에 대한 리투아니아의 승리에 대한 내용일 가능성이 높으며, 더 잘 알려진 폴로츠크 공성전에 대한 이야기는 아니다.

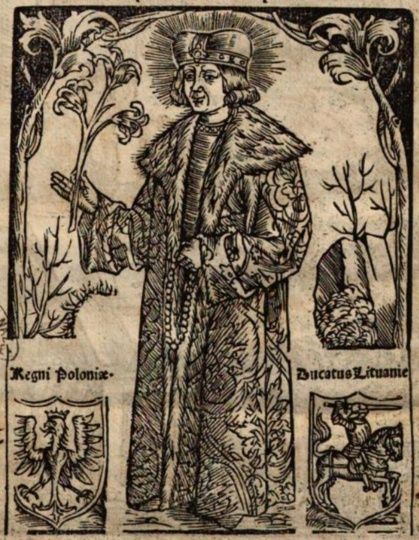
첫 성인전 표지의 성 가시미로

가시미로에 대한 공식적 공경은 그의 사후 즉시 퍼지기 시작했다. 이미 1501년에 교황 알렉산데르 6세는 그가 매장된 경당의 화려함과 그의 기적들을 언급하며, 특정 축일에 그의 경당에서 기도하며 그 유지에 기여하는 사람들에게 특별한 대사를 부여했다. 1513년 Andrzej Krzycki는 가시미로의 무덤에 바친 수많은 밀랍 봉헌예물을 언급하는 시를 썼다. 1514년 제5차 라테란 공의회에서 성인의 동생 지기스문트 1세는 교황에게 가시미로의 시성을 청원했다. 거듭된 요청 끝에 1517년 11월 교황 레오 10세는 3주교 위원회를 임명했고 조사를 위해 사절로 자카리아스 페레리를 보냈다. 그는 1520년 9월에 빌뉴스에 도착하여 약 두 달 만에 작업을 완료했다. 그의 조사 결과는 1521년 크라쿠프에서 Vita Beati Casimiri Confessoris라는 제목으로 출판되었는데, 이는 성인의 첫 번째 짧은 성인전이라 볼 수 있다. 시성 승인은 매우 확실했지만, 교황 레오 10세가 1521년 12월에 선종하게 되었다. Zenonas Ivinskis와 Paulius Rabikauskas의 연구에 따르면 교황이 가시미로를 시성하는 칙령을 발행했다는 기록은 없지만 중요한 문서의 상당수가 로마 약탈(1527) 동안 유실되었다는 점을 고려해야 한다. 종교 개혁은 성인 공경을 비판했고, 1523년에서 1588년 사이에 새로운 시성식은 없었다. 그러나 가시미로는 1583년에 출판된 최초의 로마 순교록에 포함되었다.
가시미로 공경에 대한 교회법적 절차는 빌뉴스의 새 주교 Benedykt Woyna(1600년에 임명)에 의해 재개되었다. 그는 성인의 축일을 로마 성무일도와 로마 미사 경본에 추가할 것을 요청하는 지그문트 3세 바사의 편지를 참사회원 Gregorius Swiecicki를 통해 로마로 보냈다. 예부성성은 이 요청을 거부했지만 교황 클레멘스 8세는 1602년 11월 7일 폴란드와 리투아니아에서만 그의 축일을 승인하는 소칙서 Quae ad sanctorum을 발표했다. 이 소칙서는 또한 교황 레오 10세가 가시미로를 성인의 목록에 추가했다고 언급했다. 가시미로를 성인으로 명시하는 이전 교황 문서가 없기 때문에, 이 소칙서는 종종 카시미르의 시성을 의미하는 문서로 인용된다. Swiecicki는 교황 문서와 교황기 라바룸, 그리고 성 가시미로의 성화와 함께 빌뉴스로 돌아왔다. 빌뉴스에서는 1604년 5월 10일부터 12일까지 3일간의 대규모 축제가 열려 교황의 깃발을 합당하게 맞이했다. 축제 마지막 날 새로운 성 가시미로 성당의 초석이 놓였으며 성인의 관이 지하실에서 제단으로 운반되었다. Swiecicki는 1604년 8월 관이 열렸을 때 놀라운 향이 3일 동안 주교좌성당을 가득 채웠다고 증언했다.

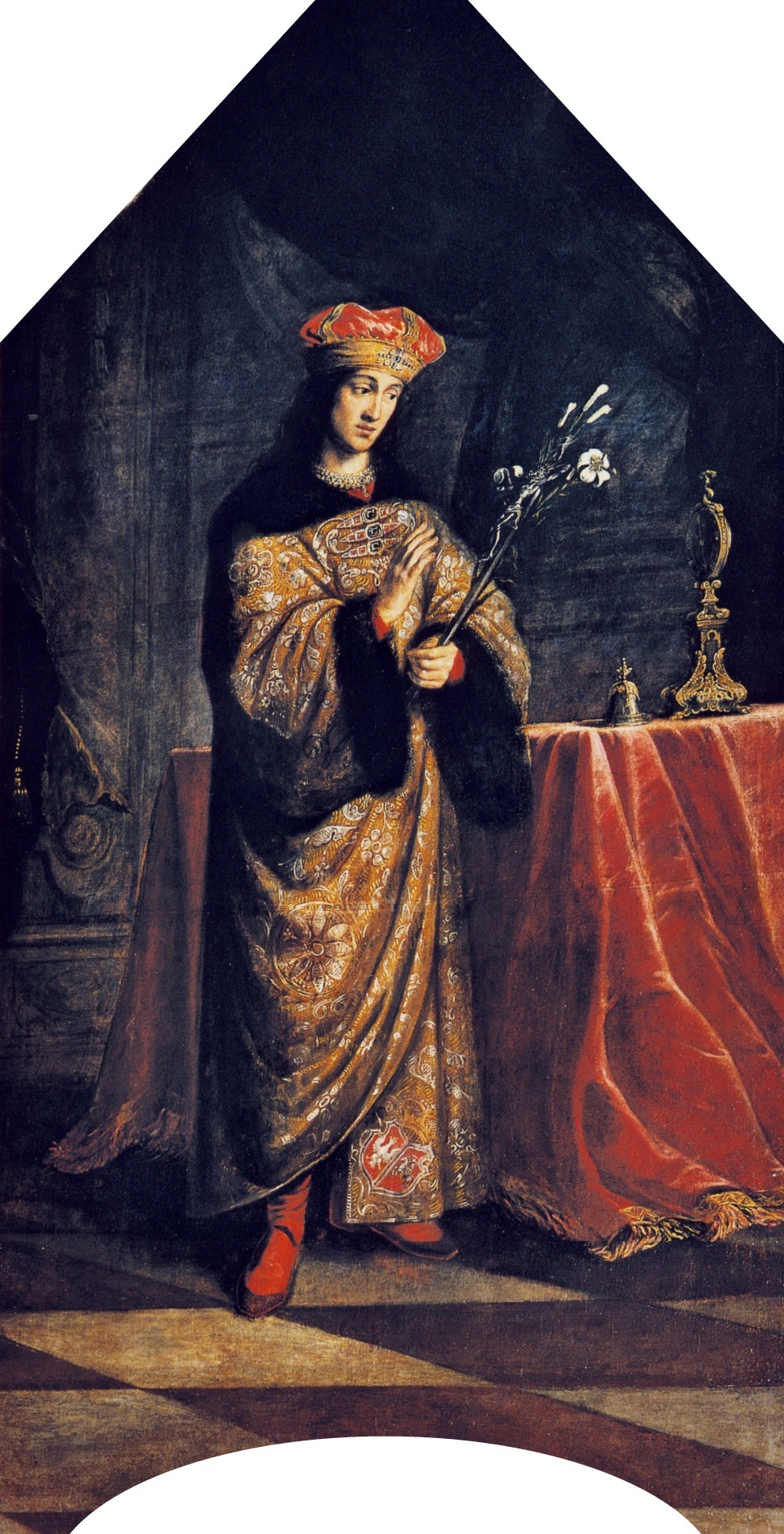
다니엘 슐츠(1615~1683)의 성 가시미로

1607년과 1613년에 Woyna 주교는 가시미로를 리투아니아의 수호성인(Patronus principalis Lithuaniae)으로 선포했다. 가시미로 축일을 보편 교회 차원에서 기념하고자 하는 문제 역시 잊혀지지 않았고, 1620년 유스타키 볼워비츠 주교는 교황 바오로 5세에게 성인을 로마 성무일도와 로마 미사 경본에 추가해 줄 것을 재청했다. 예부성성은 1621년 3월에 이 요청을 승인하고 그의 축일을 준이중축일 등급(sub ritu semiduplici: 옛 전례력 등급)으로 추가했다. 1636년 3월 교황 우르바노 8세는 빌뉴스 대교구와 리투아니아 대공국에서 가시미로 축일에 팔일축제를 지내는 것을(duplex cum octava) 허용했다. 이는 가시미로를 리투아니아의 수호성인으로 선포하는 것과 동격의 의미이다. 1652년 9월 28일, 교황 인노첸시오 10세는 성모 승천 대축일 후 주일에 가시미로의 성유물 이동 행렬을 허용했다. 1948년 6월 11일, 많은 리투아니아인들이 전쟁 난민이 된 상황에서, 교황 비오 12세는 성인을 리투아니아 젊은이들의 특별한 수호성인으로 지명했다.

### 도상학
빌뉴스 주교좌성당에 있는 가시미로의 성화에는 신비한 일화가 전해진다. 1520년경에 완성된 것으로 추정되는 이 그림은 두 개의 오른손을 가진 성인을 묘사하고 있다. 전설에 따르면 화가는 다른 곳에 손을 다시 그리고 이전에 그린 손 위에 페인트를 칠하려고 했지만 신비하게도 그 손이 다시 나타났다고 한다. 보다 상투적으로 보자면 성인의 세 개의 손은 그의 탁월한 관대함을 강조하기 위한 화가의 원래 의도였다거나("네가 자선을 베풀 때에는 오른손이 하는 일을 왼손이 모르게 하여라" 마태 6:3), 또는 첫번째 손이 새 페인트 아래로 드러난 것이라는 설명도 가능하다(팔림프세스트와 유사). 1636년경 이 성화는 도금된 은판(리자)으로 덮이게 되었다.
가시미로의 성화는 일반적으로 세 개의 손을 지니고 있다. 그는 보통 족제비 가죽으로 안감을 댄 긴 붉은 의복을 입은 청년으로 묘사된다. 때때로 그는 리투아니아 대공의 붉은 관모를 쓰고 있지만, 영적 삶에 대한 그의 신심을 강조하기 위해 이 모자를 성인 곁에 두는 경우도 많다. 대부분의 경우 그는 독신, 순수, 정결의 상징인 백합을 들고 있다. 또한 십자가, 묵주 또는 Omni die dic Mariae(하루도 빠짐없이 성모를 찬송하세)의 가사가 적힌 책을 지니고 있는 경우도 있다. 리투아니아의 크베다르나(Kvėdarna) 마을과 네무네이티스(Nemunaitis) 마을의 문장에는 성인이 그려져 있다.

### 유해와 유물

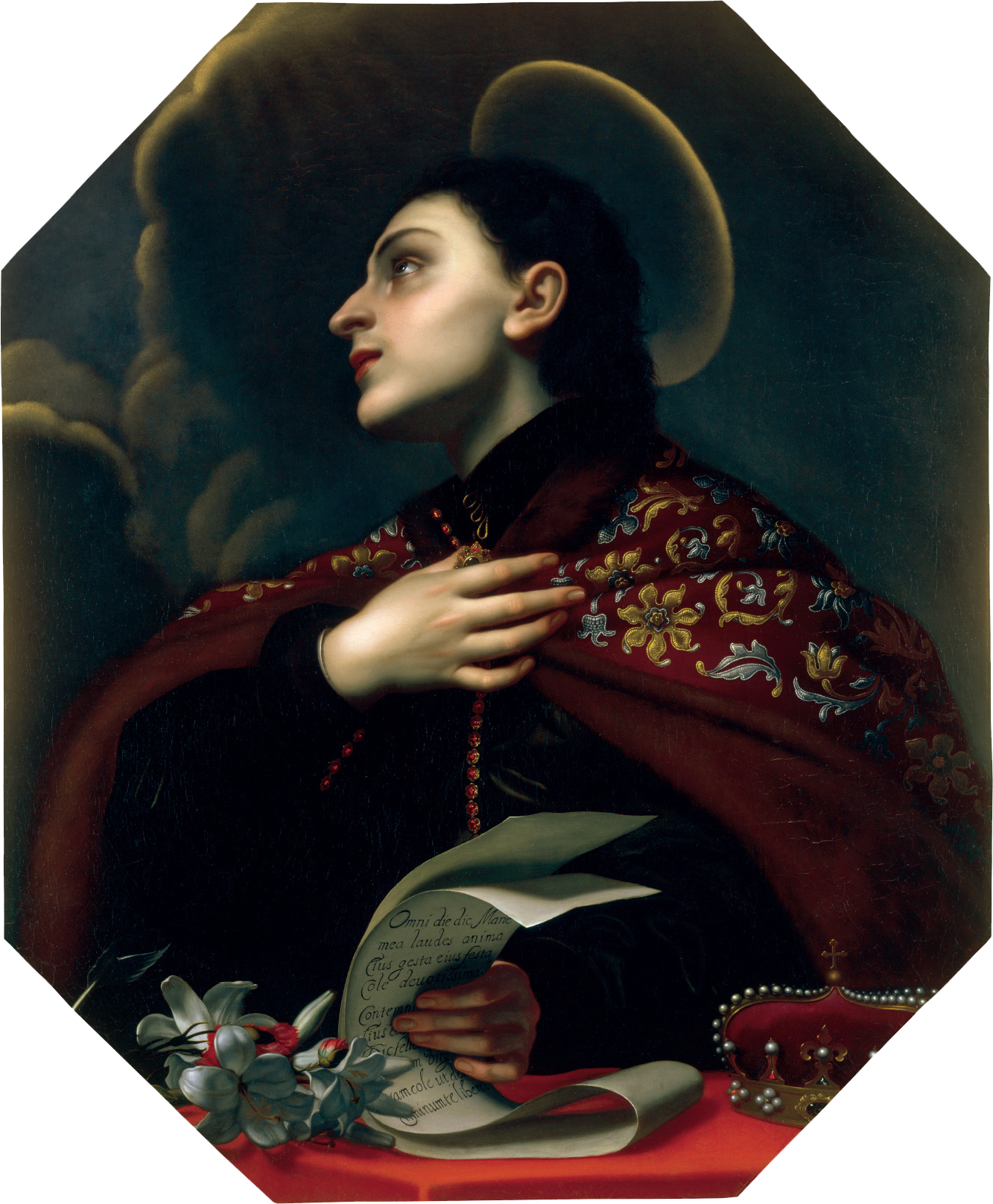
피티궁 컬렉션의 Carlo Dolci (1616–1686)의 성 가시미로

가시미로는 1474년 그의 아버지가 고딕 양식으로 건축한 빌뉴스 주교좌성당의 왕립 예배당(현재 정문에서 왼쪽에 있는 Wołłowicz 예배당) 아래 지하 경당에 묻혔다. 관은 1604년 지하실에서 제단으로, 1636년에는 성 가시미로 경당으로 이장되었다. 현재의 관은 1747년 바르미아 주교 크리스토퍼 요한 셈베크(1680-1740)의 유언에 따라 만들어졌다. 보리수나무로 만들어진 이 관은 은으로 마감되고 모서리는 금박 독수리로 장식되었다. 이 관은 세번 대성당에서 옮겨졌다. 1655년 대홍수 시기 빌뉴스 전투 이전에 성유물은 아마도 Jerzy Białłozor에 의해 옮겨져서 Cyprian Paweł Brzostowski에 의해 숨겨졌으며, 이후 Sapiehas에 의해 Ruzhany Palace에 숨겨졌다. 성유물은 1663년에 파괴된 예배당으로 되돌아갔다. 두번째로 성유물은 1702년 대북방 전쟁의 빌뉴스 전투 중에 잠시 동안 옮겨졌다. 마지막으로 1952년 10월 소련 당국은 성 베드로와 성 바오로 성당으로 성유물을 은밀히 옮기도록 명령했다. 주교좌성당은 미술관으로 바뀌었다. 성유물은 1989년 대성당이 재축성되면서 제자리로 돌아왔다.
1578년 로마의 카타콤이 재발견된 후 성유물 공경이 유럽 전역에 퍼졌고( 카타콤의 성인들 참조) 가시미로 공경 역시 이러한 유행을 비껴가지 않았다. 성인의 관은 1602년 초와 1604년 8월에 개봉되었는데, 당시 참사회원 Gregorius Swiecicki는 습기에도 불구하고 유해가 손상되지 않았다고 증언했다. 하지만 1667년에는 뼈만 남아 있는 것으로 확인되었는데, 이 뼈들은 목록이 작성된 후 6개의 천 가방에 보관되었다. 남겨진 기록에 따르면 관은 1664년, 1667년, 1677년, 1690년, 1736년, 1838년, 1878년(두 번), 1922년에 개봉되었다. 몇몇 기록들은 가시미로의 성유물이 중요한 인물들과 단체에 헌사된 사례들을 전한다. 1650년대 초 나폴리 산 조르조 마조레의 음악가 신자회, 1677년 10월 얀 3세 소비에스키와 토스카나 대공 코시모 3세 데 메디치, 1690년 10월 메헬렌의 예수회 아카데미의 성모회와 몰타 기사단, 1736년 2월 오스트리아의 마리아 요세파 여왕, 1860년 시토 수도회 Cikádor Abbey의 수도원장 Sztárek Lajos에게 성인의 유해가 선물되었다. 지역 교회에는 더욱 많은 가시미로의 성유물들이 보관되어 있다. 1838년에 2개의 치아와 10개의 유골이 관에서 꺼내진 후 작은 조각으로 나뉘어 여러 교회에 분배되었다. 1922년에는 유골을 새 천으로 싼 후 이전의 천을 성유물로 분배하였는데, 이 때 가시미로의 유해(성 가시미로 성당의 치아 1개)를 마지막으로 수취하였다.